# Émile Waldteufel

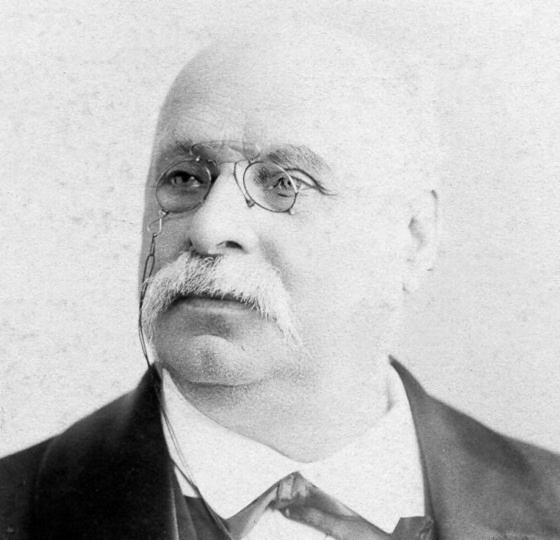
Émile Waldteufel (etwa 1900)

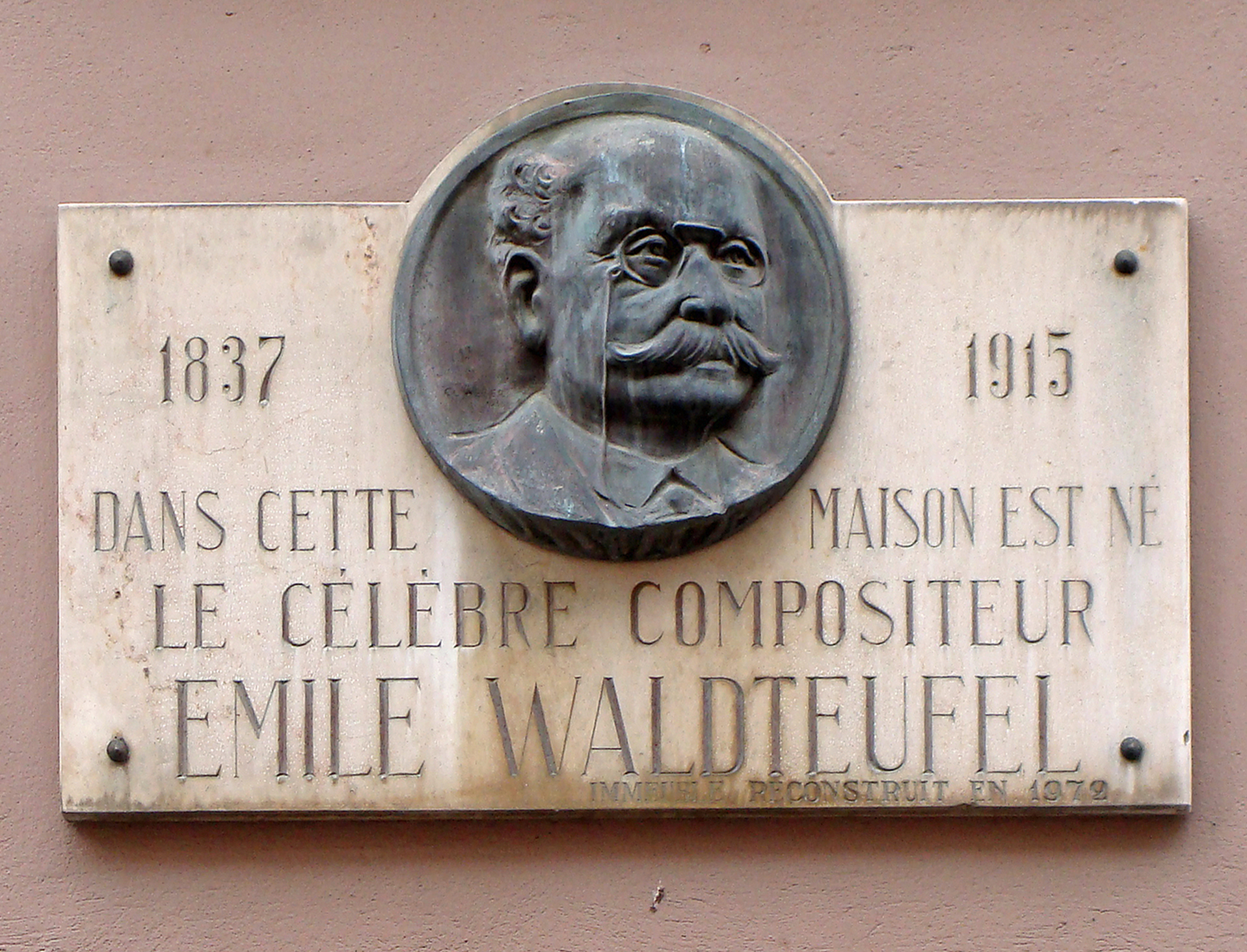
Gedenktafel am Geburtshaus in Straßburg

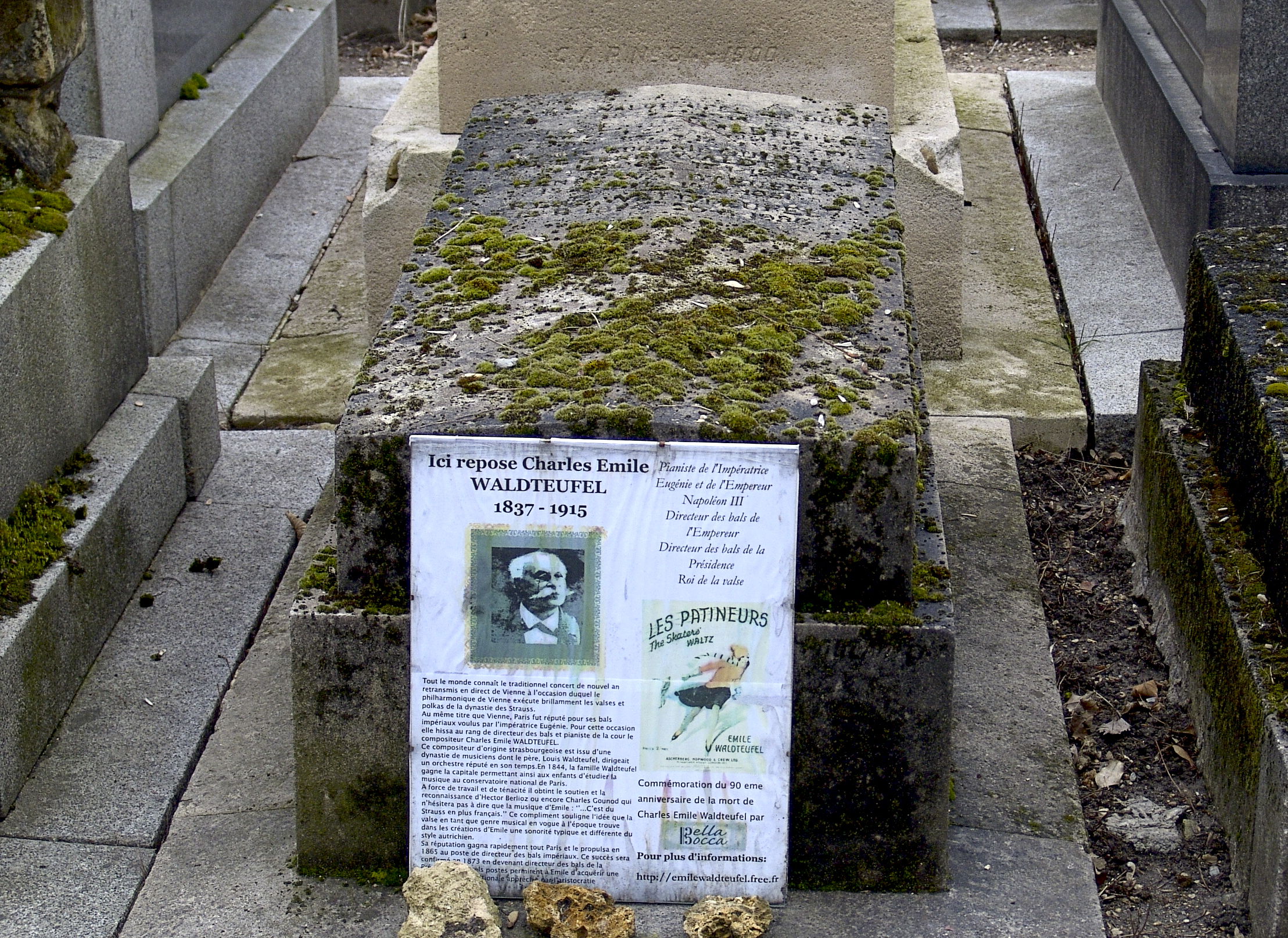
Émile Waldteufels Grab auf dem Friedhof Père-Lachaise

Émile Waldteufel (auch Emil Waldteufel, eigentlich Charles Émile Lévy Waldteufel; * 9. Dezember 1837 in Straßburg; † 12. Februar 1915 in Paris) war ein französischer Musiker und Komponist. Er komponierte über 250 Tänze, vor allem Walzer.

## Herkunft und Ausbildung
Waldteufel entstammte einer jüdischen Musikerfamilie, deren Wurzeln in Böhmen liegen, die aber seit 1793 im elsässischen Bischheim ansässig war. Sein Großvater Moyse Levy war dort als Straßenmusikant tätig, sein Vater Lazar Levy im nahen Straßburg als Leiter eines bekannten Orchesters. 1808 nahm die Familie aufgrund eines napoleonischen Dekrets den Namen Waldteufel an, der Bezug auf böhmische Vorfahren nimmt. Lazar Levy wurde dementsprechend als Louis Waldteufel (1801–1884) bekannt. Er heiratete die aus München stammende Pianistin und Gesangsprofessorin Flora Neubauer (1805–1880), die von Mozart-Schüler Johann Nepomuk Hummel ausgebildet worden war. Ihr zweites Kind Isaak Levy, alias Léon Waldteufel, wurde Orchesterdirigent. Das vierte Kind war Émile Waldteufel. Als Émile fünf Jahre alt war, zog die Familie von Bischheim nach Paris.
Den ersten Unterricht erhielt Émile Waldteufel von seiner Mutter und dann von Joseph Heyberger. Bereits mit 15 Jahren gab er Klavierstunden, spielte auf Soireen und verdiente sich Geld als Tester beim Klavierbauer Scholtus. In dieser Zeit schrieb er auch seinen ersten Walzer „Joies et peines“ (op. 102), veröffentlichte ihn zunächst im Eigenverlag und gewann damit Anerkennung beim Komponisten Charles Gounod. Waldteufel studierte 1853–1867 am Pariser Konservatorium, wo Jules Massenet und Georges Bizet zu seinen Kommilitonen gehörten.

## Waldteufel als Pianist und Dirigent
Zunächst trat Waldteufel häufig mit dem Orchester seines Vaters auf. Nachdem er aber 1865 Kaiserin Eugénie in Biarritz musikalisch beim Tanz hatte begleiten dürfen, ernannte sie ihn zum kaiserlichen Tanzmusikdirektor. Als solcher war er unter anderem für die Betreuung der Hofbälle Kaiser Napoleons III. in den Tuilerien sowie für Soireen in Compiègne und Biarritz zuständig. In ersterem Ort machte er die Bekanntschaft etlicher einflussreicher Persönlichkeiten wie Louis Pasteur, Alexandre Dumas, Gustave Flaubert, Prosper Mérimée, Daniel Auber, Hector Berlioz, Charles de Morny oder Baron Georges-Eugène Haussmann. In Biarritz lernte er Otto von Bismarck kennen, mit dem er sogar Billard spielte. Später in der Dritten Republik folgten die Präsidialbälle im Pariser Élysée-Palast, schließlich Aufführungen in Covent Garden in London (1886) und in Berlin (1889), wo er sich einen musikalischen Wettstreit mit Johann Strauss Sohn und Philipp Fahrbach lieferte, ehe er sich 1899 als Dirigent zur Ruhe setzte. Waldteufel benutzte zum Dirigieren bereits einen Taktstock, während etwa Johann Strauss dafür noch den Geigenbogen benutzte.

## Waldteufel als Komponist
Waldteufels Opus besteht vor allem aus Tanzmusik: Walzer, Polkas, Mazurkas und populäre Melodien. Sein bekanntestes Werk ist der Schlittschuhläufer-Walzer (Les Patineurs), op. 183. Daneben wurden Sirenenzauber (Sirènes), op. 154, Pomone, op. 155, Dolores, op. 170, Estudiantina, op. 191 und España, op. 236 vielgespielte Stücke.
Waldteufel komponierte ausschließlich am Klavier, die Werke wurden nachträglich orchestriert. Typisch für Waldteufel-Orchester sind Streicher, zwei Kornette, doppelter Holzbläsersatz, drei Posaunen, drei Tuben, Schlaginstrumente und Pauken. Viele Stücke zeichnen sich durch einen besonderen Humor aus. Einflüsse lassen sich u. a. aus der Komischen Oper und der Operette (Edmond Audran, Paul Lacôme, Jacques Offenbach), aber auch aus der bayerischen Volksmusik nachweisen, mit der ihn seine Mutter vertraut gemacht hatte. Émile Waldteufels Wiener Walzer orientieren sich an Johann Strauss (Sohn), der seine Laufbahn am Wiener Hof nur zwei Jahre vor Waldteufels Pariser Anstellung begann.
Der Durchbruch als Komponist gelang Waldteufel, als 1874 (nach anderen Quellen: bereits 1860) der Prince of Wales, Edward (VII.) eine Pariser Soiree besuchte und dabei großen Gefallen an seiner letzten Komposition, dem Manolo-Walzer, fand. Der Verleger Hopwood & Crew machte Waldteufels Kompositionen weltweit populär. In Deutschland erschienen diese im Braunschweiger Litolff-Verlag. Dieser etablierte auch das heute übliche Werkverzeichnis und begann mit der Opus-Nummer 100, um Platz für etwaige später entdeckte Frühwerke des Komponisten zu lassen – trotzdem sind die Opus-Nummern nicht immer kongruent mit den Entstehungsjahren.
Mit insgesamt 274 bekannten Werken erwies sich Waldteufel als sehr produktiver Komponist, weswegen ihn Émile Zola als „Walzerfabrikanten“ bezeichnete, der seine Werke „bei Tag schreibt, um sie abends zu spielen“. Viele davon widmete er Freunden oder einflussreichen Persönlichkeiten, insbesondere aber Damen der gehobenen Gesellschaft wie Gräfinnen, Baroninnen oder Bankiersgattinen. Den Walzer Myosotis („Vergissmeinnicht“) widmete er nach einer Anekdote von Pierre Eck gar in dem ihm eigenen Charme spontan einer hübschen Konzertbesucherin, die sich näher zu ihm ans Klavier gesetzt hatte – nicht ohne seine Musikerkollegen vermeintlich diskret, tatsächlich aber im wohlbegründeten Vertrauen auf die Elsässisch-Kenntnisse der Dame wissen zu lassen, dass sie „e scheens Wib“ sei.

## Privates
1868 heiratete Waldteufel die Sängerin Célestine Dufau, mit der er die Kinder Berthe, Henri und René hatte. Der Schauspieler und Liedermacher Julien Doré ist ein Ururenkel von Émile Waldteufel. 1871 beteiligte sich Waldteufel als Freiwilliger am Deutsch-Französischen Krieg von 1870/71.